# Lorris
Lorris ist eine französische Gemeinde mit 3.002 Einwohnern (Stand: 1. Januar 2022) im Département Loiret in der Region Centre-Val de Loire. Sie gehört zum Kanton Lorris im Arrondissement Montargis. Die Einwohner werden Lorrissois genannt.

## Geographie
Lorris liegt rund 20 Kilometer südwestlich von Montargis am Nordrand des Massif de Lorris, wie hier der östliche Ausläufer des Forêt d’Orléans genannt wird.
Umgeben wird Lorris von den Nachbargemeinden Noyers im Norden, La Cour-Marigny im Osten, Montereau im Südosten, Les Bordes im Süden und Südwesten, Bray-en-Val im Südwesten, Vieilles-Maisons-sur-Joudry im Westen sowie Coudroy im Nordwesten.
Der Hauptort liegt am Flüsschen Poterie, im Osten des Gemeindegebietes verläuft der Limetin. Darüber hinaus quert der Bewässerungskanal Rigole de Courpalet das südliche Gemeindegebiet, der zur Wasserversorgung des ehemaligen Schifffahrtskanals Canal d’Orléans dient, der durch die westlichen Nachbargemeinden verläuft.
Durch die Gemeinde führt die frühere Route nationale 451.

## Bevölkerungsentwicklung
| 1962 | 1968 | 1975 | 1982 | 1990 | 1999 | 2006 | 2018 |
| ---- | ---- | ---- | ---- | ---- | ---- | ---- | ---- |
| 1897 | 2170 | 2265 | 2556 | 2620 | 2674 | 2815 | 2958 |

## Sehenswürdigkeiten

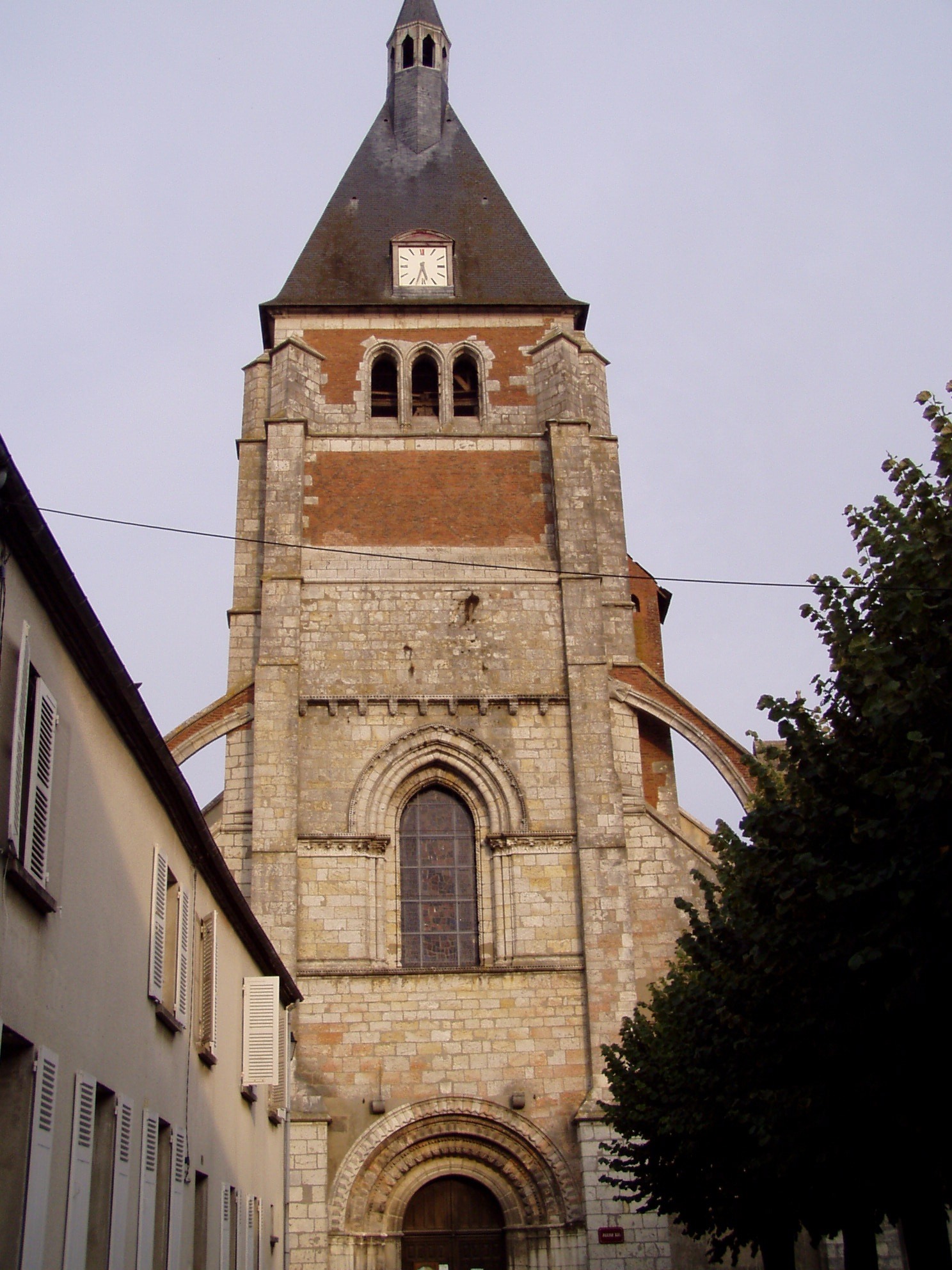
Glockenturm der Kirche Notre-Dame

- Kirche Notre-Dame, romanischer Kirchbau aus dem 12. Jahrhundert, Monument historique
- Markthalle aus dem 12. Jahrhundert, 1992 wiedererrichtet nach dem Vorbild des 15. und 19. Jahrhunderts, Monument historique seit 1987
- Rathaus, Monument historique
- Musée de la Résistance et de la Déportation, Museum der Widerstandsbewegung im Loiret und in Lorris

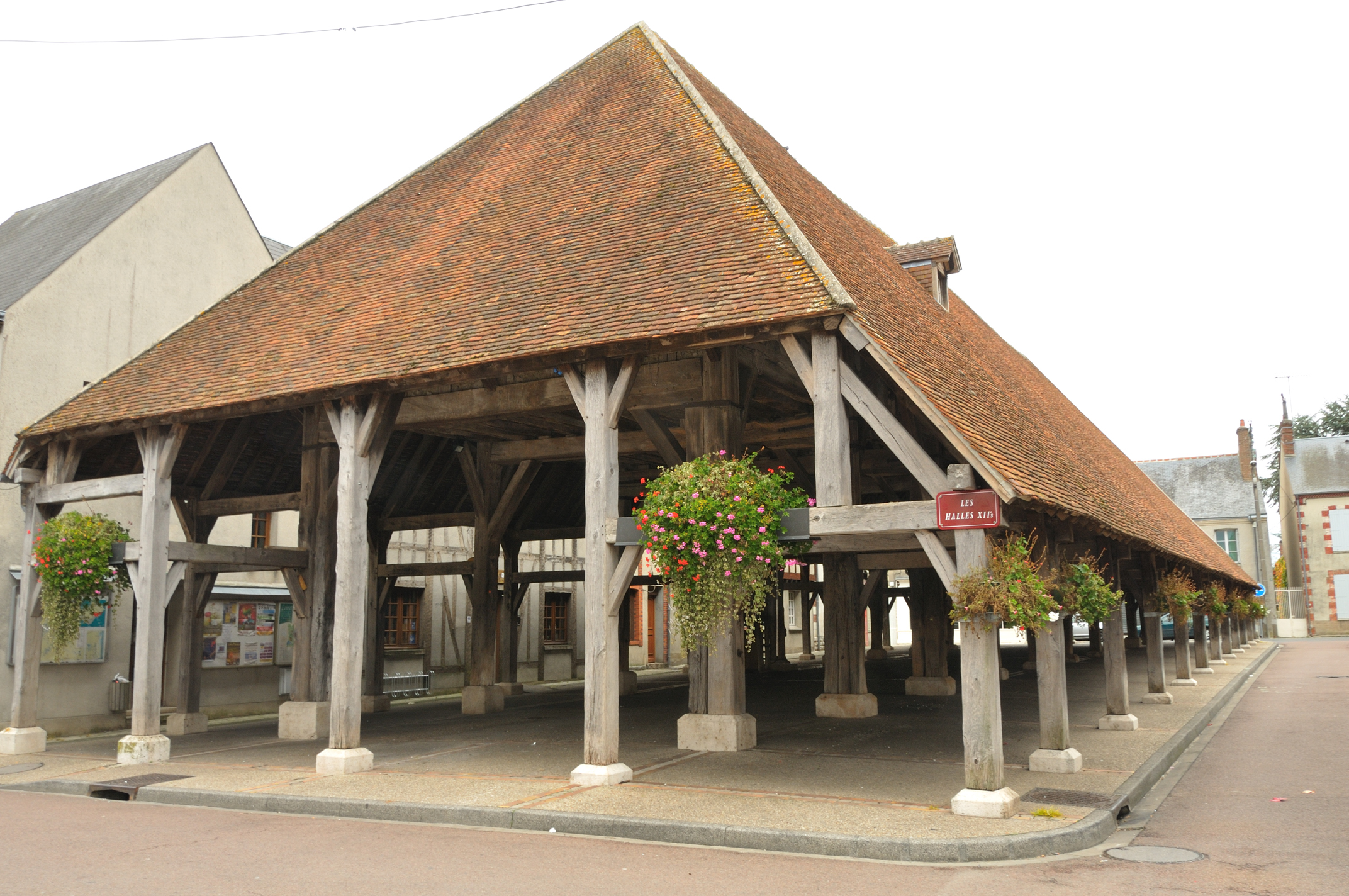
Markthalle

## Persönlichkeiten
- Guillaume de Lorris (um 1200–um 1238), Dichter
- Eudes de Lorris (gest. 1274), Bischof von Bayeux
- Félix du Temple (1823–1890), Marineoffizier, Brigadegeneral, Luftfahrtpionier